# Лозен (област Хасково)
Вижте пояснителната страница за други значения на Лозен.
Лозен е село в Южна България. То се намира в община Любимец, област Хасково.

## История
Старото име на селото е Диниклия или Дийникли.
Селото възниква преди около 260 години (1730 – 1750 г.). При възникването си селището се намира югозападно от днешното Лозен и е населено с турци, които започват да се заселват тук по време на турските набези през XIV в. Селището е достигало 900 къщи (по сведение на Христо Станков). Към края на XVII – началото на XVIII в. в селото върлува чума и много от жителите са покосени; оцелелите селяни се изселват и селото се обезлюдява. От това селище са намерени следи на турските гробища в местността „Тузла“, които са се разпростирали на площ от 20 дка. През 1895 – 1900 г. старото турско гробище е изчистено от надгробните плочи и е превърнато в обработваема земя, собственост на църквата „Свети Димитър“ в селото. В местността Иринка са намерени остатъци от лозови насаждения.

## Културни и природни забележителности
Народно читалище „Просвета“ е основано през 1925 година и има важна роля в обществения живот на с. Лозен. Читалището поддържа и дава място за изява на любителите самодейци. Към него функционират групи за автентичен и обработен фолклор, които участват в различни фестивали в страната.
Близо до селото се намират пещерата „Средковата дупка“ и местността „Хаджа бунар“ с извор, посветен на Света Марина. В кладенеца някога хората са пускали пари за здраве. В момента група лозенци се интересува от възстановяването на Хаджа бунар. Взети са проби от водата, която  има лечебни свойства. Резултатите са с много добри показатели. 

## Редовни събития
Събор на селото се организира всяка година около Димитровден – първата събота и неделя след датата на празника (26 октомври).
В селото все още се изпълнява уникалният и позабравен обичай за правене на подници „Ирминден“.
Ежегодно, в последната събота и неделя на месец май се провежда Национален фестивал за автентичен фолклор „Кехлибарен грозд“. Организатор на фестивала е Народно читалище „Просвета-1925“, съвместно с Министерство на културата и Национално движение „Достойни за България“. Фестивала е част от Националния културен календар на Р. България и е едно от най-значимите културни събития в региона.
От няколко години на 1 май, Ирминден, в село Лозен се провежда Регионален празник на подницата и хляба.

## Други
През 2006 г. от кариерата на селото са добити 200 000 м3 плътна маса, 160 000 м3 от които са използвани в строежа на Автомагистрала „Марица“.
Корените на бившия национален треньор по волейбол на България Мартин Стоев са от село Лозен. В село Лозен е роден видният археолог проф. Иван Карайотов, изследовател на Бургаския регион. 